# Třída Sargo
Třída Sargo byla třída oceánských diesel-elektrických ponorek námořnictva Spojených států amerických. Celkem bylo ve dvou skupinách postaveno 10 jednotek této třídy. Poslední čtyři se mírně lišily a jsou označovány jako podtřída Seadragon. Ve službě byly v letech 1939–1948. Ponorky byly nasazeny za druhé světové války. Čtyři byly ve válce potopeny a ostatní později vyřazeny.

## Stavba
Celkem bylo v letech 1937–1939 postaveno 10 jednotek této třídy. Postavily je loděnice Electric Boat Company (5 ks) v Grotonu ve státě Connecticut, Portsmouth Naval Shipyard (4 ks) v Kittery ve státě Maine a Mare Island Naval Shipyard (1 ks) ve Vallejo v Kalifornii.
Jednotky třídy Sargo:
| Jméno                             | Loděnice                   | Založení kýlu | Spuštěna          | Vstup do služby    | Osud |
| --------------------------------- | -------------------------- | ------------- | ----------------- | ------------------ | --- |
| USS Sargo (SS-188)                | Electric Boat Company      | 1937          | 6. června 1938    | 7. února 1939      | Vyřazena 1946. |
| USS Saury (SS-189)                | Electric Boat Company      | 1937          | 20. srpna 1938    | 3. dubna 1939      | Vyřazena 1946. |
| USS Spearfish (SS-190)            | Electric Boat Company      | 1937          | 29. října 1938    | 19. července 1939  | Vyřazena 1946. |
| USS Sculpin (SS-191)              | Portsmouth Naval Shipyard  | 1937          | 27. července 1938 | 16. ledna 1939     | Potopena dne 19. listopadu 1943 poblíž atolu Truk po poškození japonským torpédoborcem Jamakaze.                                                                                                   |
| USS Sailfish (SS-192, ex Squalus) | Portsmouth Naval Shipyard  | 1937          | 14. září 1938     | 1. března 1939     | Dokončena jako USS Squalus (SS-192). Dne 1. března 1939 se během zkoušek potopila kvůli technické závadě, po vyzvednutí opravena a 15. května 1940 vrácena do služby jako Sailfish. Vyřazena 1945. |
| USS Swordfish (SS-193)            | Mare Island Naval Shipyard | 1937          | 1. dubna 1939     | 22. července 1939  | V lednu 1945 zmizela během bojové plavby v oblasti ostrova Okinawa. |
| USS Seadragon (SS-194)            | Electric Boat Company      | 1938          | 11. dubna 1939    | 23. října 1939     | Vyřazena 1945. |
| USS Sealion (SS-195)              | Electric Boat Company      | 1938          | 25. května 1939   | 27. listopadu 1939 | Dne 10. prosince 1941 poškozena japonským letectvem v loděnici Cavite Navy Yard na Filipínách, následně zničena, aby nepadla do japonských rukou.                                                  |
| USS Searaven (SS-196)             | Portsmouth Naval Shipyard  | 1938          | 21. června 1939   | 2. října 1939      | Vyřazena 1946. |
| USS Seawolf (SS-197)              | Portsmouth Naval Shipyard  | 1938          | 15. srpna 1939    | 1. prosince 1939   | Dne 3. října 1944 poblíž Morotai omylem potopena eskortním torpédoborcem USS Richard M. Rowell (DE-403).                                                                                           |

## Konstrukce

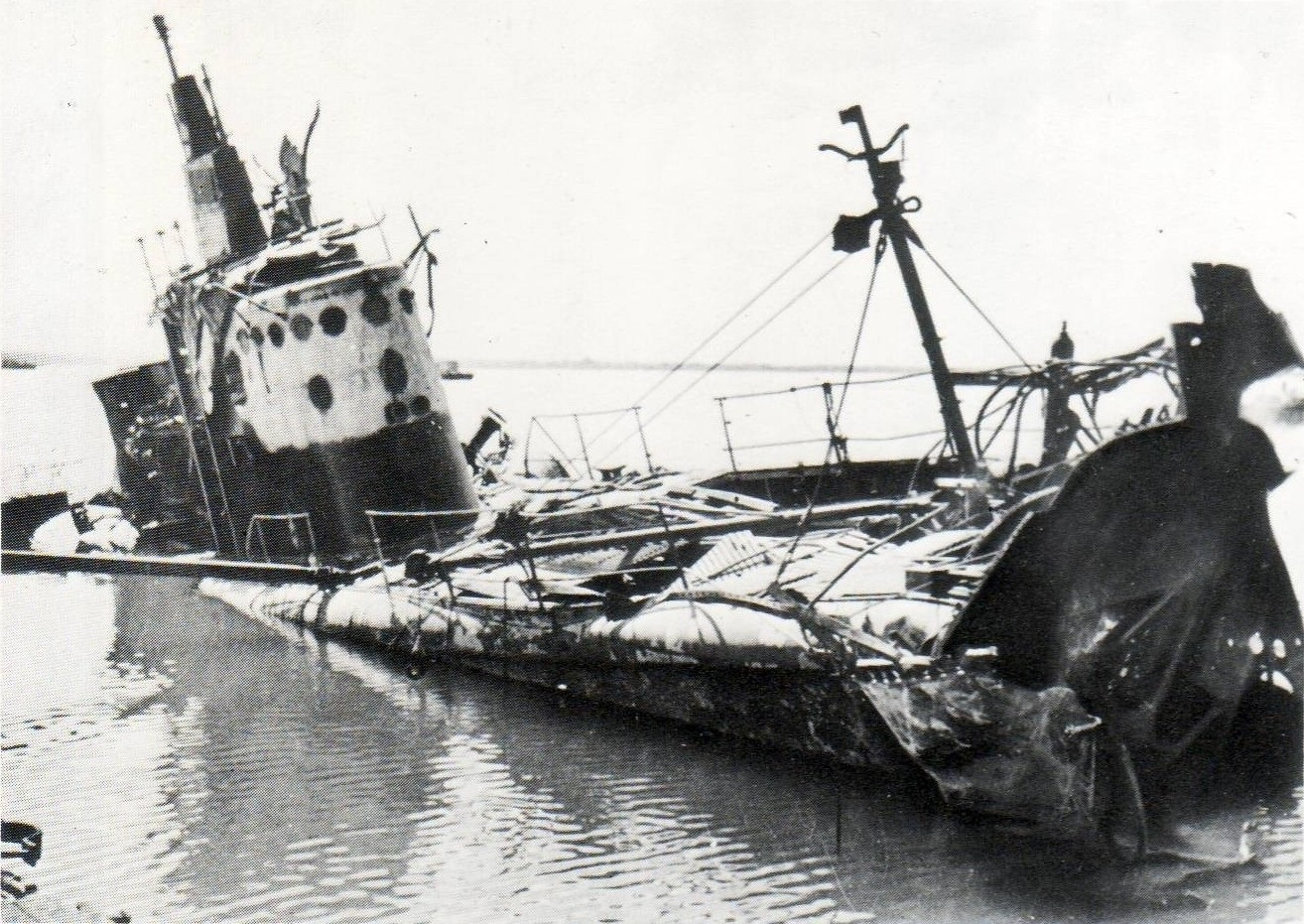
Zničená ponorka USS Sealion (SS-195)

Ponorky byly vyzbrojeny jedním 76,2mm kanónem, dvěma protiletadlovými 12,7mm kulomety a osmi 533mm torpédomety (čtyři na přídi a čtyři na zádi). Mohly naložit 24 torpéd, nebo 32 min. Pohonný systém tvořily dva diesely o výkonu 5500 hp (v případě podtřídy Seadragon to bylo 5200 hp) a dva elektromotory o výkonu 2740 hp, pohánějící dva lodní šrouby. Nejvyšší rychlost na hladině dosahovala 20 uzlů a pod hladinou 8,5 uzlu. 
Dosah byl 11 000 námořních mil při rychlosti 10 uzlů na hladině a 96 námořních mil při rychlosti 2 uzlů pod hladinou. Operační hloubka ponoru až 75 metrů.

### Modernizace
V letech 1942–1943 přezbrojeny jedním 102mm (nebo 127mm) kanónem a dvěma 20mm kanóny. Zároveň byla upravena jejich velitelská věž.